# Metopa rubrovittata
Metopa rubrovittata är en kräftdjursart som först beskrevs av Georg Ossian Sars 1882.  Metopa rubrovittata ingår i släktet Metopa, och familjen Stenothoidae. Arten är reproducerande i Sverige.